# Paramanota peninsulae
Paramanota peninsulae är en tvåvingeart som beskrevs av Hippa, Jaschhof och Pekka Vilkamaa 2005. Paramanota peninsulae ingår i släktet Paramanota och familjen svampmyggor. Inga underarter finns listade i Catalogue of Life.